# 罗伯特·斯托姆伯格
罗伯特·斯托姆伯格（英語：Robert Stromberg）是一位美国美术指导、特效人物和电影导演。他与占士·金馬倫合作的2009年科幻动作片《阿凡达》，以及与添·布頓合作的2010年奇幻片《爱丽丝梦游仙境》连续赢得两座奥斯卡最佳艺术指导奖。2013年与森·溫美合作奇幻片《魔境仙踪》。
2014年迪士尼出品、改编自童话故事的《黑魔女：沉睡魔咒》是他的导演处女作。

## 个人生活
他是乐队Emblem3成员Keaton和Wesley Stromberg的叔叔。